# Роберт Карлайл
Ро́берт Карла́йл (англ. Robert Carlyle; нар. 14 квітня 1961) — шотландський актор, який знімається у фільмах і на телебаченні. Він відомий різноманітніми ролями, включаючи: «На голці», «Хеміш Макбет», «Чоловічий стриптиз», «І цілого світу мало», «Попіл Анджели», «51-й штат» і «28 тижнів потому». Крім того він зображував доктора Ніколаса Раша в телесеріалі «Зоряна брама: Всесвіт» та Румпельштильцхена в телесеріалі «Якось у казці».

## Раннє життя
Карлайл народився в Меріхіллі, Глазго, син Елізабет, працівника автобусної компанії, і Джозефа Карлайлів, художника і декоратора. Він був вихований батьком після того як його мати покинула їх, коли Карлайлу було чотири роки. Він залишив школу в 16 років без кваліфікації і пішов працювати на свого батька, як художника і декоратора, однак продовжив свою освіту, відвідуючи вечірні курси в коледжі Кардоналд в Глазго.

## Фільмографія
| Рік       |    | Українська назва                          | Оригінальна назва                                    | Роль                                                     |
| --------- | -- | ----------------------------------------- | ---------------------------------------------------- | -------------------------------------------------------- |
| 1990      | ф  | Німий крик                                | Silent Scream                                        | Великий Вудсі                                            |
| 1990      | с  | Таггерт                                   | Taggart (6#14, Hostile Witness)                      | Гордон Інґліш                                            |
| 1991      | с  | Чисто англійське вбивство                 | The Bill (7#24, The Better Part Of Valour)           | Том Ворд                                                 |
| 1991      | ф  | Ріфф-Рафф                                 | Riff-Raff                                            | Стів                                                     |
| 1993      | с  | Сценарій: Сейф                            | Screenplay (8#4, Safe)                               | Ності                                                    |
| 1993      | ф  | Бути людиною                              | Being Human                                          | доісторичний шаман                                       |
| 1994      | ф  | Священик                                  | Priest                                               | Ґрем                                                     |
| 1994      | ф  | Загублені                                 | Marooned                                             | Пітер                                                    |
| 1994      | с  | Метод Крекера                             | Cracker (2#1-3, To Be a Somebody)                    | Альбі Кінселла                                           |
| 1994      | с  | 99-1                                      | 99-1 (1#1, Doing the Business)                       | Тревор Престон                                           |
| 1995      | ф  | Вперед                                    | Go Now                                               | Нік Кемерон                                              |
| 1995—1997 | с  | Геміш Макбет                              | Hamish Macbeth                                       | констебль Геміш Макбет                                   |
| 1996      | ф  | На голці                                  | Trainspotting                                        | Френсіс "Франко" Бегбі                                   |
| 1996      | ф  | Пісня Карли                               | Carla's Song                                         | Джордж Леннокс                                           |
| 1997      | ф  | Чоловічий стриптиз                        | The Full Monty                                       | Гері "Гез" Шофілд                                        |
| 1997      | ф  | Авторитет                                 | Face                                                 | Рей                                                      |
| 1998      | с  | Турбуватися про Джо Джо                   | Looking After Jo Jo                                  | Джон "Джо Джо" Маккен                                    |
| 1999      | ф  | Планкет та Маклейн                        | Plunkett & Macleane                                  | Вілл Планкетт                                            |
| 1999      | ф  | Людожер                                   | Ravenous                                             | полковник Айвз / Калгун                                  |
| 1999      | ф  | І цілого світу замало                     | The World Is Not Enough                              | Ренард                                                   |
| 1999      | ф  | Прах Анджели                              | Angela's Ashes                                       | Малахі МакКорт                                           |
| 2000      | ф  | Пляж                                      | The Beach                                            | Даффі                                                    |
| 2000      | ф  | Є лише один Джиммі Грімбл                 | There's Only One Jimmy Grimble                       | Ерік Віррал                                              |
| 2001      | ф  | Остання війна                             | To End All Wars                                      | майор Єн Кемпбелл                                        |
| 2001      | ф  | Формула 51                                | The 51st State                                       | Фелікс ДеСуза                                            |
| 2002      | ф  | Чорне і біле                              | Black and White                                      | Девід О'Салліван                                         |
| 2002      | ф  | Одного разу в Середній Англії             | Once Upon a Time in the Midlands                     | Джиммі                                                   |
| 2003      | с  | Гітлер: сходження диявола                 | Hitler: The Rise of Evil                             | Адольф Гітлер                                            |
| 2004      | с  | Змова проти корони                        | Gunpowder, Treason & Plot                            | Яків I                                                   |
| 2005      | ф  | Мертва риба                               | Dead Fish                                            | Денні Девайн                                             |
| 2005      | тф | Клас 76                                   | Class of '76                                         | Том Монро                                                |
| 2005      | ф  | Могутній кельт                            | The Mighty Celt                                      | О                                                        |
| 2005      | ф  | Школа танців і зваблення Мерилін Готчкісс | Marilyn Hotchkiss' Ballroom Dancing and Charm School | Френк Кін                                                |
| 2005      | с  | Живий товар                               | Human Trafficking                                    | Сергій Карпович                                          |
| 2006      | ф  | Ерагон                                    | Eragon                                               | Дурза                                                    |
| 2006      | ф  | Народжені рівними                         | Born Equal                                           | Роберт                                                   |
| 2007      | ф  | 28 тижнів по тому                         | 28 Weeks Later                                       | Дон Гарріс                                               |
| 2007      | ф  | Потоп                                     | Flood                                                | Роберт Моррисон                                          |
| 2008      | тф | 24 години: Спокута                        | 24: Redemption                                       | Карл Бентон                                              |
| 2008      | ф  | Камінь долі                               | Stone of Destiny                                     | Джон МакКормік                                           |
| 2008      | ф  | Літо                                      | Summer                                               | Шон                                                      |
| 2008      | с  | Останній ворог                            | The Last Enemy                                       | Девід Рассел                                             |
| 2008      | ф  | Я знаю, що ти знаєш                       | I Know You Know                                      | Чарлі                                                    |
| 2009      | тф | Нелюба                                    | The Unloved                                          | батько Люсі                                              |
| 2009      | ф  | Турнір на виживання                       | The Tournament                                       | Джозеф Макевой                                           |
| 2009—2011 | с  | Зоряна брама: Всесвіт                     | Stargate Universe                                    | Ніколас Раш                                              |
| 2011—2018 | с  | Якось у казці                             | Once Upon a Time                                     | Румпельштільцхен / Темний / Містер Голд / детектив Вівер |
| 2012      | ф  | Каліфорнійське соло                       | California Solo                                      | Лаклан Макалдоніч                                        |
| 2015      | ф  | Легенда про Барні Томсона                 | The Legend of Barney Thomson                         | Барні Томсон                                             |
| 2017      | ф  | Т2 Трейнспоттінг                          | Trainspotting 2                                      | Френсіс "Франко" Бегбі                                   |
| 2019      | ф  | Війна світів                              | The War of the Worlds                                | Олігві                                                   |
| 2020      | с  | КОБРА                                     | COBRA                                                | Прем'єр міністр (головна роль)                           |

## Озвучування комп'ютерних ігор
| Рік виходу гри | Назва гри                                     | Персонажі                                     |
| -------------- | --------------------------------------------- | --------------------------------------------- |
| 2006           | Ерагон                                        | Дурза                                         |
| 2010           | Castlevania: Lords of Shadow                  | Габріель Бельмонт                             |
| 2013           | Castlevania: Lords of Shadow - Mirror of Fate | Габріель Бельмонт/Дракула                     |
| 2014           | Castlevania: Lords of Shadow 2                | Габріель Бельмонт/Дракула, Внутрішній Дракула |
| 2014           | Watch Dogs                                    | Стівен Феддер                                 |